# Emil Kahnemann
Emil Kahnemann (ur. 4 października 1871 w Złotowie - niem. Flatow, zm. 18 lutego 1930 we Frankfurcie nad Odrą) – niemiecki chemik i farmaceuta żydowskiego pochodzenia, zastępca przewodniczącego gminy synagogalnej we Frankfurcie nad Odrą.

## Życiorys
W 1890 obronił dyplom w Szlezwiku, w 1895 zdał egzamin państwowy na Uniwersytecie w Monachium. 18 grudnia 1895 immatrykulował się na Uniwersytecie w Rostocku, a następnie obronił tam pracę doktorską. W 1897 w wydawnictwie Hinstorff Verlag w Rostocku ukazało się jego opracowanie pt. „Über N-Oxychlorphosphine des Piperidins und einige Oxyphosphazoverbindungen”.
W latach 1901–1930 właściciel apteki „Pod jednorożcem” (Einhorn-Apotheke) przy Große Scharrnstr. 79 we Frankfurcie nad Odrą. Członek zarządu Niemieckiego Związku Aptekarzy (DAV) w okręgu Brandenburgia, jak i Niemieckiego Stowarzyszenia Farmaceutycznego (DPG) w środkowej Marchii Wschodniej. Zastępca przewodniczącego gminy synagogalnej we Frankfurcie nad Odrą.
Zmarł w wieku 58 lat po krótkiej chorobie i został pochowany na cmentarzu żydowskim w Słubicach. Na jego nagrobku brak było jakiejkolwiek symboliki żydowskiej, a jedynie napis: „DR. EMIL KAHNEMANN/ GEB. 4 OKT. 1871/ GEST. 18. FEBR. 1930”. Nagrobek został zniszczony w latach 70. XX wieku.
W listopadzie 1936 r. właścicielem apteki po Kahnemannie został niejaki Walter Henschel.